# 5 (遊戲)
 是RAM推出的第3款十八禁美少女遊戲，也是RAM的最終作，於2008年7月25日發售。

## 概要
於2002年1月初次發表，當時作品名稱是「Calling」。 遊戲體驗版附於2006年7月28日發售的「～Standard Edition～」和「～Standard Edition～」中。最終於2008年7月25日發售，與上一款遊戲相距八年，距離初次發表也達六年以上，是美少女遊戲史上相距最長的作品。

## 故事簡介
冬天時，主角稻葉孝弘和妹妹愛理前往北海道旅行，遇到父親的朋友楓，並居住在她的牧場。之後騎楓的摩托車到城市而遇上織戶家的兩姊妹。

## 登場人物
稻葉孝弘
男主角。
織戶穗香
織戶家的次女。喜愛自然，能夠與自然對話，特技是「天氣預報」。
織戶禰音（聲：一比未子）
織戶家的長女。擅長家事、作菜。曾經是巫女，負責淨化森林怨靈。
稻葉愛理（聲：新堂真弓）
男主角的親妹妹。總是想跟在主角後面。常常能感受到她的殺氣。
奧菜楓
經營乳製品牧場的主人，據說是父親的同級生。擅長的料理是「火鍋」。喜歡妄想。
春榆志乃
經常往返牧場的少女，對主角的溫柔一見鍾情。
織戶邦衛（聲：胸肩腎）
織戶家的一家之主。把男主角當作親兒子對待。嗜酒。
鈴木彌夫（聲：加古川高）
本地當權者的第二代。總是用俯視的視線看人。

## 製作人員
- 原畫：Bang!
- 劇本：山地浩志、魁、管理人
- 音樂：麻枝准、VWM
- 背景：

## 主題曲
主題曲的單曲光碟是以初回特典方式附送。
- 片頭曲

作詞、作曲：麻枝准，編曲：，歌：
- 片尾曲

作詞、作曲：麻枝准，編曲：，歌：

### 原聲集
關連音樂專輯「yukar」於2009年7月24日發售。共有3枚光碟，其中Disc1、Disc2是遊戲原聲集，Disc3是Vocal Track。宣傳較一般遊戲原聲集為多，除了設立專屬網頁，還提供了網頁用的橫幅式廣告（banner），另外Key的官方網站中也有以關連商品的方式提供專輯的相關消息。 2009年7月28日發表出現錯誤的通知，包括Disc1中的曲目3和9相同、小冊子上的歌詞錯誤，並將提供修正版。
| 曲目 | 曲目                | 曲目 | 曲目               |
| #    | SOUND TRACK[Disc1]  | #    | SOUND TRACK[Disc1] |
| ---- | ------------------- | ---- | ------------------ |
| 1    |                     | 12   |                    |
| 2    |                     | 13   | end of promise     |
| 3    | have a stroll       | 14   |                    |
| 4    |                     | 15   | soldiers           |
| 5    |                     | 16   |                    |
| 6    | SensitiveSoul-Inst- | 17   |                    |
| 7    |                     | 18   |                    |
| 8    |                     | 19   | SensitiveSoul      |
| 9    | over the snow       | 20   |                    |
| 10   |                     | 21   |                    |
| 11   |                     | 22   |                    |
| #    | SOUND TRACK[Disc2]  | #    | VOCAL TRACK[Disc3] |
| 1    | Little Snow         | 1    | prologue           |
| 2    |                     | 2    |                    |
| 3    |                     | 3    |                    |
| 4    | Endless Pain        | 4    | proudness          |
| 5    |                     | 5    |                    |
| 6    |                     | 6    |                    |
| 7    |                     | 7    | echo               |
| 8    |                     | 8    | immature           |
| 9    | Tomorrow Song       | 9    |                    |
| 10   |                     | 10   |                    |
| 11   |                     | 11   | epilogue           |

Disc1
1.作詞、作曲：麻枝准，編曲：，歌：
22.作詞、作曲：麻枝准，編曲：，歌：
Disc2
11.作詞、作曲：麻枝准，編曲：，歌：
Disc3
2.作詞：魁，作曲：麻枝准，編曲：Manack，歌：
3.作詞：魁，作曲：麻枝准，編曲：Manack，歌：
4.作詞：魁，作曲：麻枝准，編曲：Manack，歌：
5.作詞：魁，作曲：麻枝准，編曲：Manack，歌：、Rita、茶太、片霧烈火
6.作詞：魁，作曲：麻枝准，編曲：Manack，歌：
7.作詞：魁，作曲：麻枝准，編曲：Manack，歌：
8.作詞：魁，作曲：響，編曲：Manack，歌：
9.作詞、作曲：麻枝准，編曲、REMIX：，歌：
10.作詞、作曲：麻枝准，編曲：，REMIX：，歌：

## 評價
- 於Getchu.com的2008年7月遊戲銷售排名第十九位。[7]
- 於PCpress的2008年7月中至8月中銷售排名為第十八位。[8]

## 外部連結
- RAM OfficialPage（页面存档备份，存于）（日語）
- （日語）
- 《5 -ファイブ-》在視覺小說數據庫的頁面 （英文）